# Coronini
Coronini – wieś w Rumunii, w okręgu Caraș-Severin, w gminie Coronini. W 2011 roku liczyła 1388 mieszkańców. 